# منوچهرآباد (شهرضا)
منوچهرآباد (شهرضا)، محله‌ای از شهر شهرضا در اصفهان است. این محله در ناحیه ۲ شهرداری شهرضا واقع شده است.

بنظر میرسد این بخش که در قدیم از  دو روستای مجاور متشکل بوده است   از قدمت بالایی برخوردار است . 
در نزدیکی منوچهراباد محمد یکم سلجوقی  از پادشاهان سلاجقه در جرم افشار به خاک سپرده شده است که هم اکنون عوام بنام سید ملکشاه از آن‌ نام میبرند . 
در قدیم این قریه از چند قلعه تشکیل شده بود که با دیوارهای بلند ۵ تا ۶ متری حصار سازی شده بود که در هر قلعه چند خانه وجود داشت .هم اکنون در زمان نگارش این متن نیز بقایایی از آن باقی است . 

## جمعیت
این روستا در دهستان دشت قرار دارد و براساس سرشماری مرکز آمار ایران در سال ۱۳۸۵، جمعیت آن ۵۵۰ نفر (۱۶۰خانوار) بوده است.